# فرنسيس تساي
فرنسيس تساي (بالإنجليزية: Francis Tsai)‏ هو فنان قصص مصورة ورسام توضيحي أمريكي، ولد في 14 أبريل 1967، وتوفي في 23 أبريل 2015 بسبب تصلب جانبي ضموري.

## وصلات خارجية
- الموقع الرسمي
- فرنسيس تساي على موقع IMDb (الإنجليزية)